# Carregador (armes de foc)

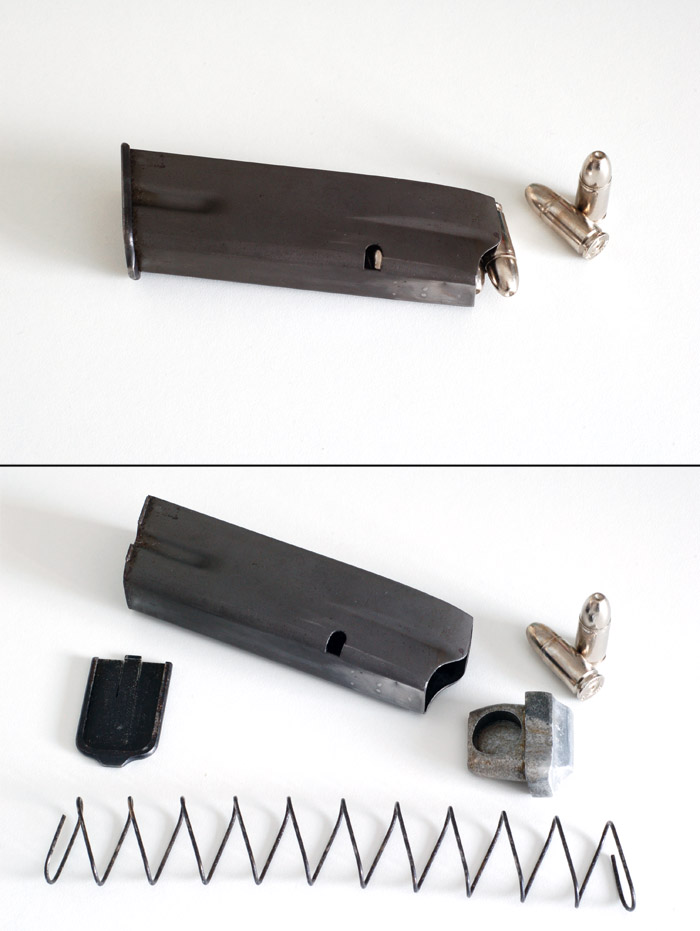
Un carregador de pistola de calibre 9x19mm.

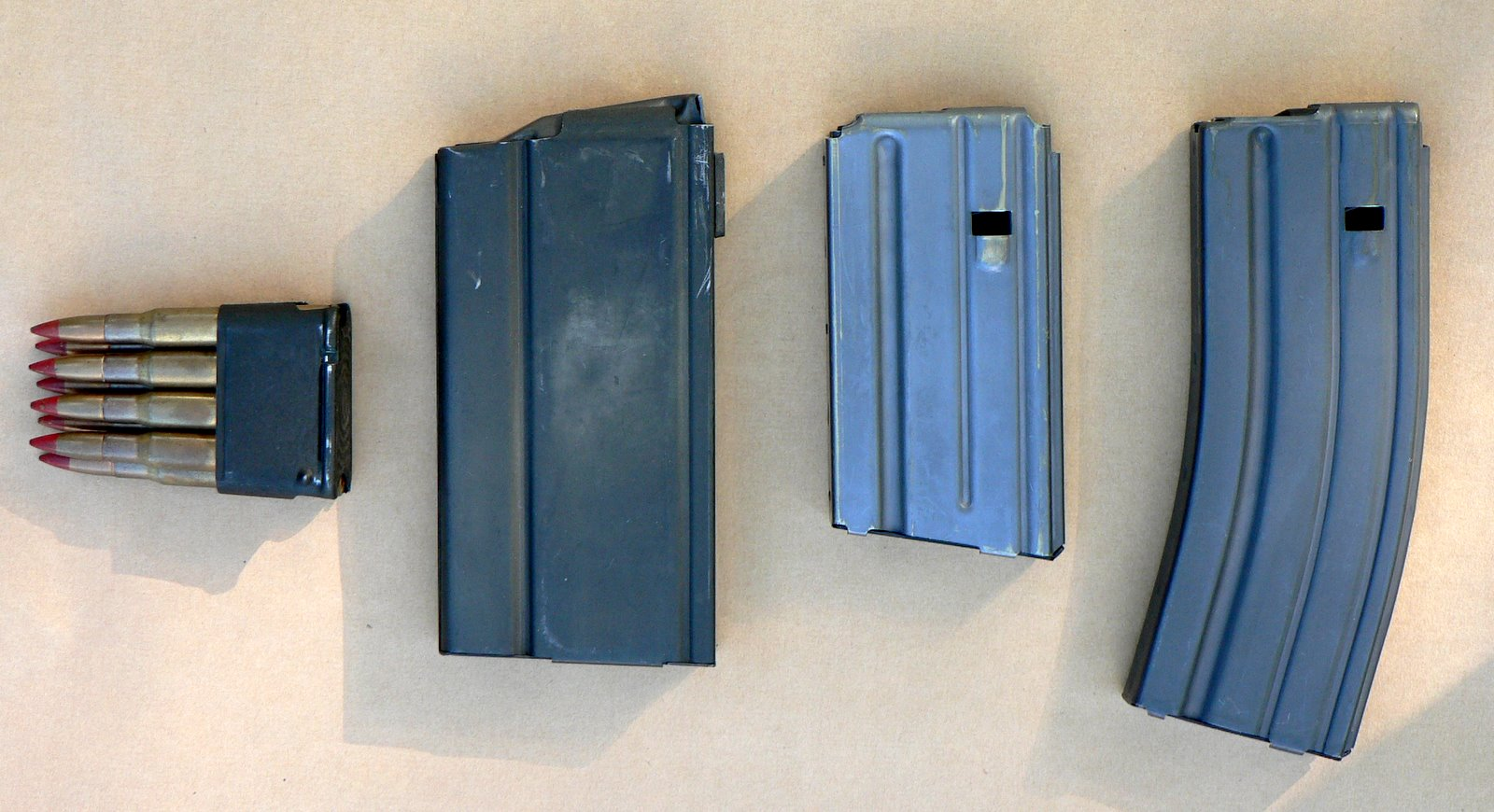
Diferents tipus de carregador d'esquerra a dreta: clip de 8 cartutxos d'un fusell M1 Garand, un carregador de 20 per a un rifle M14 i dos carregadors STANAG de 20 i 30 cartutxos

Un carregador d'una arma de foc és un sistema d'emmagatzematge i alimentació de munició que conté els cartutxos i una molla o ressort que els impulsa cap a l'interior de la recambra de l'arma per cada tret. Els carregadors poden estar integrats a les armes (fixos) o ser intercanviables. Generalment es tracta d'una capsa metàl·lica o de plàstic, que conté els cartutxos en una o dues fileres. El seu disseny varia en funció de l'arma al qual va destinat, així per exemple els fusells d'assalt utilitzats pels països de l'OTAN utilitzen un carregador estàndard anomenat STANAG.

## Tipus
Els carregadors són de diferents mides, des carregadors de rifles de forrellat, que contenen unes quantes bales, als carregadors de metralladores lleugeres que contenen centenars de municions. També són de diferents formes, poden ser: de tambor, helicoidals, amb forma de cinturó, corbats.

### Pintes
Les pintes es poden considerar un dels primers carregadors de la història. Aquests particulars dispositius permetien al tirador agrupar un petit nombre de cartutxos per a la càrrega dels primers rifles de pólvora sense fum. El rifle nord-americà M1 Garand va ser un dels que utilitzava aquest carregador. El seu principal inconvenient arribava quan es buidava la pinta, ja que després de l'últim tret la pinta saltava l'arma produint un notable soroll que alertava a les tropes enemigues que el seu rival s'havia quedat sense munició. Actualment, les pintes, també conegudes com a clips, s'utilitzen en la majoria de caixes de carregadors emprats en els rifles d'assalt militars (M16 o AK 47). Aquests dispositius permeten al tirador carregar la seva arma amb múltiples cartutxos alhora.

### Carregador Tubular
Aquest tipus de carregador era l'utilitzat per la majoria dels primers rifles de repetició, sobretot, pels models de palanca. Les armes que empren aquest carregador disposen d'un tub en el qual s'emmagatzema la munició. Aquest tub sol anar col·locat en paral·lel sota del canó. Aquest tipus de carregador sol aparèixer fixat a l'arma, el que significa que no vaig poder desprendre fàcilment. Avui dia, encara hi ha nombrosos carregadors tubulars, sobretot en escopetes i en aquelles armes que utilitzen munició amb punta tova.

### Caixes de Carregadors
Es tracta del tipus de carregador més utilitzat en els rifles moderns i la majoria d'armes curtes. Les caixes emmagatzemen la munició en una columna paral·lela, apilant els cartutxos un sobre l'altre. Aquest fet permet que les bales dels cartutxos emmagatzemats puguin tenir una punta dura i amb forma cònica, la qual cosa contribueix a augmentar la precisió de l'arma. Les caixes estan compostes per quatre peces fonamentals:
- Cos: és on s'emmagatzema la munició. Dins hi ha el moll i en la seva part superior es troben els llavis, un dispositiu que impedeix que els projectils surtin expulsats de la caixa per la força de la molla.
- Moll: es tracta d'un ressort amb gran força que empeny els cartutxos cap als llavis del carregador.
- Teula elevadora: peça de plàstic o metall que facilita la tasca d'embranzida del moll.
- Tapa inferior: peça metàl·lica, generalment desmuntable, que s'encarrega de tancar la part inferior del carregador.

Les caixes de carregadors poden ubicar-se dins de l'arma o bé ser totalment sol ús. Les caixes internes apareixen en nombrosos rifles de forrellat previs a la Segona Guerra Mundial, així com en alguns moderns rifles de forrellat destinats a l'esport de la caça. D'altra banda, les caixes sol ús permeten al tirador carregar o descarregar la caixa fora de l'arma. Aquests carregadors van units a l'arma mitjançant d'un buit que sol estar sota el sistema d'acció. Quan el carregador es buida, el tirador només ha de retirar l'arma i substituir-lo per un altre que estigui ple. Aquest fet accelera notablement el procés de recàrrega de l'arma, el que permet al tirador disposar d'un gran quantitat de munició en un curt període. Aquest tipus de carregadors és el més utilitzat en les armes modernes. Finalment, en funció de la seva forma es pot diferenciar entre caixes rectes i caixes corbes. En cas que l'arma utilitzi munició amb vores cal que el carregador sigui lleugerament corb. En determinades armes és possible unir dues o més caixes de carregadors sol ús, el que augmenta enormement la capacitat de foc disponible.

### Carregador Giratori
Aquest tipus de carregador, que pot també ser fix o d'un sol ús, es caracteritza pel seu disseny circular. Dins d'aquests carregadors s'emmagatzemen els cartutxos, que un cop es prem el gallet comencen a abandonar l'arma a la vegada que el carregador va girant. En general, aquests carregadors disposen de menys capacitat d'emmagatzematge, normalment entre 5 i 10 bales depenent del cartutx utilitzat. Els fusells fabricats per Mannlicher-Schönauer van ser els primers que es van alimentar amb aquest tipus de carregadors, mentre que avui dia encara se segueixen utilitzant en algunes armes modernes com la Steyr SSG 69.

### Carregador de Tambor
Utilitzat majorment en metralladores lleugeres, subfusells i escopetes, el carregador de tambor té un disseny cilíndric en el qual apareixen diverses càmeres on s'emmagatzemen els cartutxos de forma paral·lela a l'eix de rotació. El seu disseny cilíndric permet major capacitat d'emmagatzematge en comparació amb les caixes de carregadors, sense que per això les seves dimensions augmentin excessivament. El seu complex sistema de funcionament pot provocar més problemes de fiabilitat. Moltes armes alimentades amb carregadors de tambor també poden carregar amb caixes convencionals, com ara el subfusell nord-americà Thompson A1. Per contra, altres armes com l'escopeta DAO-12 només poden alimentar-se amb carregadors de tambor.

### Carregador Helicoidal
Els carregadors helicoidals deriven del disseny dels carregadors de tambor. La principal diferència entre ambdós es troba a la disposició dels cartutxos. En aquest sentit, en el carregador helicoidal les bales segueixen un camí en forma d'espiral, el que confereix a aquest tipus de carregador una major capacitat d'emmagatzematge per a la munició.

### Cinturons
Utilitzats en la majoria de metralladores modernes, en aquest tipus de carregadors dels cartutxos apareixen totalment units. El cinturó alimenta a l'arma a la vegada que les baules que uneixen els cartutxos es desintegren o bé surten expulsats pel costat oposat de la càmera de l'arma.